# Barusia maheni
Barusia maheni — вид павуків родини лептонетових (Leptonetidae).

## Поширення
Ендемік Хорватії. Мешкає в печерах на островах Брач, Хвар, Корчула, Вис і Млет.

## Опис
Довжина тіла самця 1,7-1,8 мм, самиці — 1,5 мм. Просома і придатки світло-червонуваті або буруваті, опістосома біла або фіолетова, зі слабким малюнком.